# Liste des évêques de Troyes

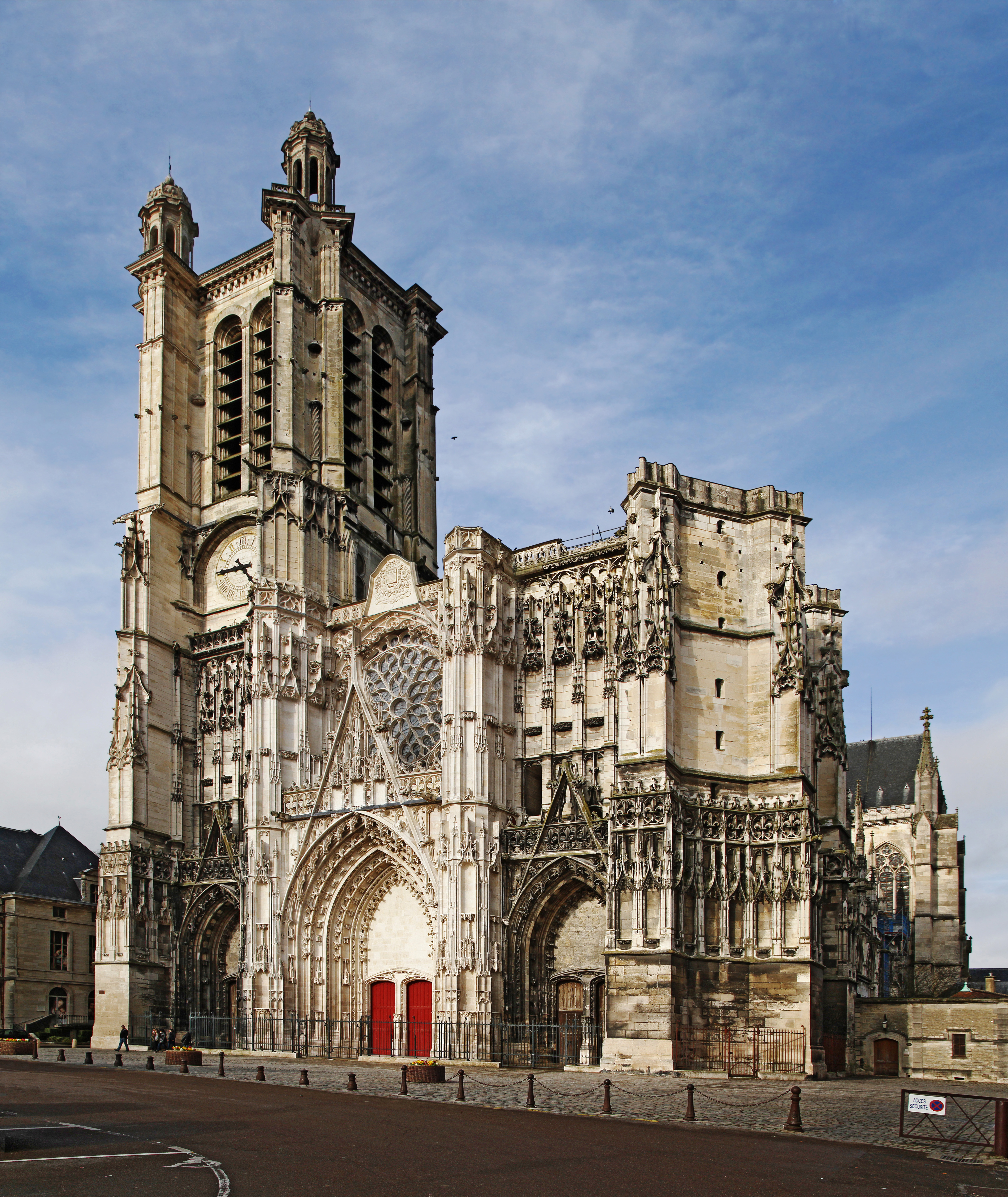
Cathédrale Saint-Pierre-et-Saint-Paul de Troyes.

Liste des évêques de Troyes.

## Antiquité

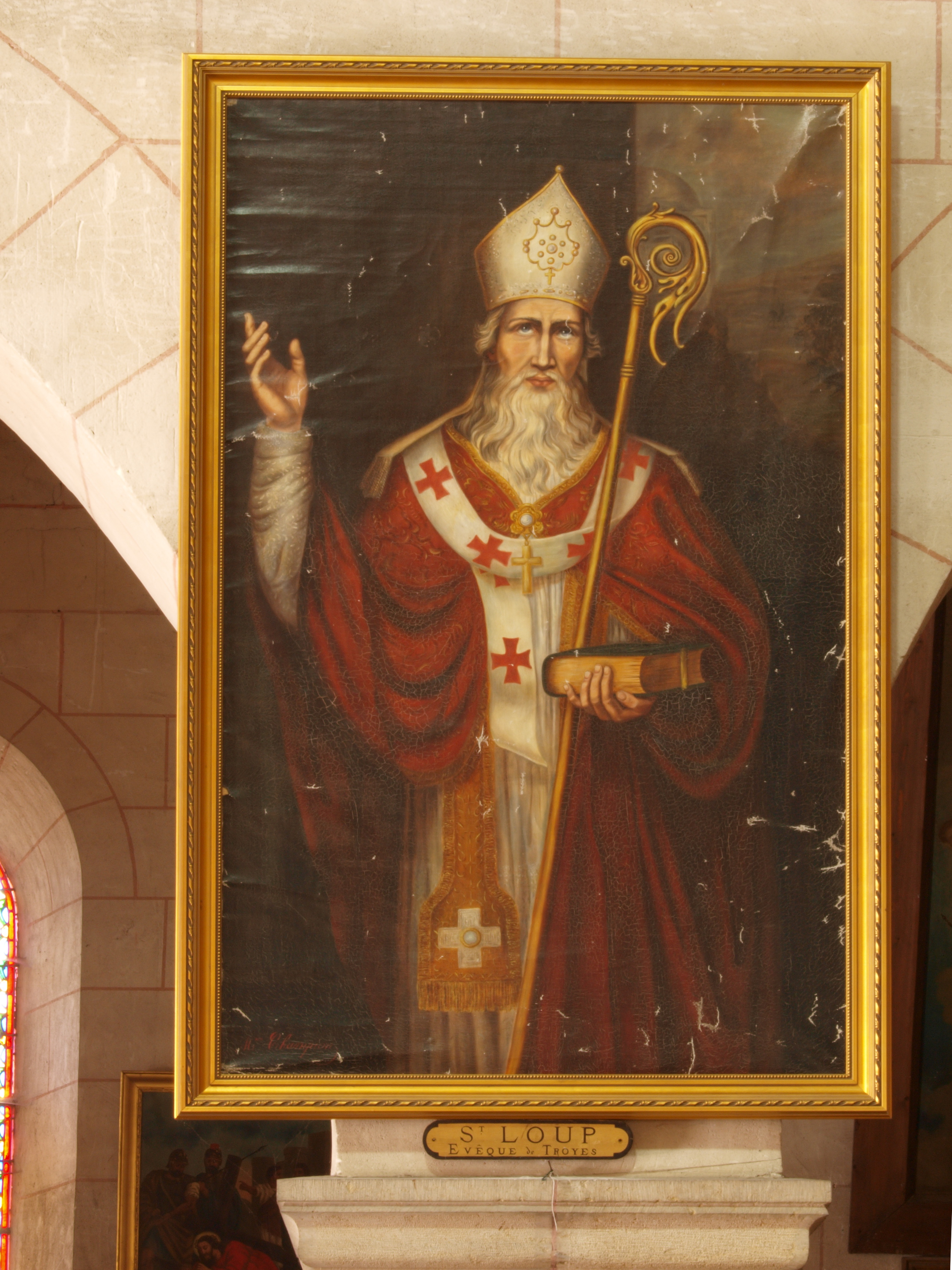
Saint Loup (426-v. 478/479), église Saint-Loup de Bléneau.

- (1er avant 340 : saint Amateur ou Amadour († 340[2])
- (2e) 343-375 : Optatien, assistait au concile de Sardique en 343, et en 346 à celui de Cologne[2]
- (3e) v. 375-380 : Léon
- (4e) v. 380-390 : Héraclius
- (5e) 390 : saint Melain, fêté le 29 septembre
- (6e) 400 : Aurélien
- (7e) 426-426 : saint Ours († 25 juillet 426 à Queudes), fêté le 26 juillet, le 25 étant célébré saint Jacques le Majeur
- (8e) 426-v. 478/479 : saint Loup († 29 juillet, dans la 53e année de son épiscopat), né à Toul, marié en 417 à Piméniole (sœur de saint Hilaire évêque d'Arles), puis entre au monastère de Lérins en 424

## Haut Moyen Âge

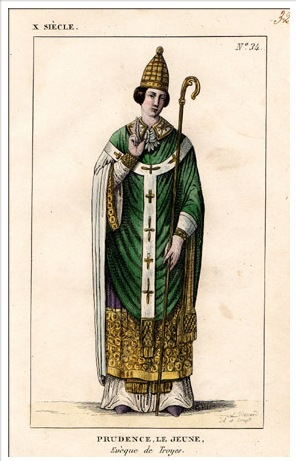
Saint Prudence
(846-861).

- (9e) 479-525 : saint Camélien ; fêté le 28 juillet
- (10e) 533-541 : saint Vincent
- (11e) 549 : Ambroise
- (12e) 573-582 : Gallomagne
- (13e) 585-586 : Agrecius
- (14e) ?-? : Loup II
- (15e) v. 621 : Evode
- (16e) († 626) : Modégisile
- (17e) 626-631[3] : Ragnégisile
- (18e) ?-651 : Leu, † 651[4]
- (19e) 651-656 : saint Leuçon ou Leucone, fêté le 1er avril[4],[5]
- (20e) ?-? : Bertoald
- (21e) ?-? : Waimer
- (22e) 666-673 : Abbon
- (23e) ?-? : Vulfred
- (24e) ?-? : Ragembert
- (25e) ?-? : Aldebert
- (26e) ?-? : Frédebert
- (27e) ?-? : Gaucher
- (28e) ?-? : Ardouin
- (29e) v. 722 : Censard
- (30e) 766 : saint Bobin ou Bocin, fêté le 31 janvier
- (31e) ?-? : Amingus
- (32e) v. 787 : Adelgaire
- (33e) ?-? : Osulf
- (34e) ?-? : Bertulf
- (35e) v. 829-836 : Élie
- (36e) 837-845 : Adalbert
- (37e) 846-861 : saint Prudence
- (38e) v. 866-869 : Foucher, Fulchrique, ou Folcric.
- (39e) v. 872-880 : Ottulf ou Ottulphe[3],[note 1]
- (40e) v. 890 : Bodon
- (41e) 890 : Riveus ou Rithuée[6],[note 2]
- (42e) 902-914 : Otbert († 1er janvier 914), épiscopat sous Charles le Simple, il dit le cartulaire de Montiéramey
- (43e) 914-970 : Anségise († 28 décembre 970), grand aumônier de France et chancelier du roi Raoul
- (44e) 971-973 : Walon ou Gualon († 1er mars[7] 973), abbé de l'abbaye Saint-Pierre de Montier-la-Celle depuis 940
- (45e) 974-985 : Milon († 985)
- (46e) 985-993 : Manassès de Montdidier († 11 juin 993)[note 3]
- (47e) 993-997 : Renaud ou Renold († 997)

## Moyen Âge classique
- (48e) 998-1034 : Fromond († 1034)
- (49e) 1034-1049 : Mainard († 1062), puis archevêque de Sens
- (50e) 1049-1058 : Fromond II († v. 1058)
- (51e) 1059-1072 : Hugues (° à Paris, † v. 1072), chanoine de Châlons-sur-Marne
- (52e) ?-? : Gauthier
- (53e) 1072-1080 : Hugues II de Dampierre
- (54e) 1081-1121 : Philippe de Pont, surnommé Milon
- (55e) 1121-1122 : Renaud II de Montlhéry
- (56e) 1122-1145 : Atton (ou Hatton)
- (57e) 1145-1169 : Henri de Carinthie[8]
- (58e) 1169-1180 : Matthieu
- (59e) 1181-1190 : Manassès II de Pougy
- (60e) 1190-1193 : Barthélémy de Plancy
- (61e) 1193-1205 : Garnier de Traînel
- (62e) 1207-1223 : Hervé
- (63e) 1223-1233 : Robert
- (64e) 1233-1269 : Nicolas de Brie
- (65e) 1269-1298 : Jean de Nanteuil, Jean Ier
- (66e) 1299-1314 : Guichard
- (67e) 1314-1317 : Jean d'Auxois, Jean II
- (68e) 1317-1324 : Guillaume Méchin
- (69e) 1324-1326 : Jean de Cherchemont, Jean III

## Bas Moyen Âge
- (70e) 1326-1341 : Jean d'Aubigny (Jean de Givry)
- (71e) 1342-1353 : Jean II d'Auxois (neveu de Jean d'Auxois), Jean V
- (72e) 1354-1370 : Henri de Poitiers
- (73e) 1370-1375 : Jean Braque, Jean VI
- (74e) 1375-1377 : Pierre de Villiers
- (75e) 1377-1395 : Pierre d'Arcis
- (76e) 1395-1426 : Étienne de Givry
- (77e) 1426-1450 : Jean Lesguisé, Jean VII
- (78e) 1450-1483 : Louis Raguier

## Époque moderne
- (79e) 1483-1518 : Jacques Raguier
- (80e) 1518-1527 : Guillaume Parvy
- (81e) 1528-1544 : Odard Hennequin
- (82e) 1545-1550 : Louis de Lorraine (1527-1578). Il fut ensuite évêque d'Albi (Louis III, 1550-1560), archevêque de Sens (1560-1562), puis évêque de Metz (de 1568 à sa mort). Créé cardinal en 1553.
- (83e) 1551-1561 : Antoine Caraccioli
- (84e) 1562-1593 : Claude de Bauffremont de Scey

♦ Vacance du siège de onze ans, onze mois et vingt jours pendant lesquels René Benoît nommé par le roi Henri IV tente de se faire reconnaître comme évêque par le Saint-Siège.
- (85e) 1605-1641 : René Breslay (° 1557), prend charge le 25 septembre 1605. Démissionnaire en 1621, reprend sa charge en 1624 après le décès de deux de ses successeurs qui ne prirent jamais possession de leur siège[9].
- (86e) 1622 : Jacques Vignier (° 1600 - † 28 mars 1622), mort à Rome sans avoir pris possession de son siège.
- (87e) 1624 : Nicolas de Mesgrigny (°1594 - † 24 janvier 1624), mort sans avoir pris possession de son siège.
- (88e) 1641-1678 : François Mallier du Houssay
- (89e) 1678-1697 : François Bouthillier de Chavigny
- (90e) 1697-1716 : Denis-François Bouthillier de Chavigny, neveu du précédent
- (91e) 1716-1742 : Jacques-Bénigne Bossuet, neveu de Bossuet
- (92e) 1742-1758 : Mathias Poncet de La Rivière, fils de Pierre Poncet de la Rivière et neveu de Michel, évêque d'Angers
- (93e) 1758-1761 : Jean-Baptiste-Marie Champion de Cicé

## Révolution
- (94e) 1761-1790 : Claude-Mathias-Joseph de Barral, frère de l'évêque de Castres, fils de Joseph, président au Parlement de Grenoble, et de Marie-Françoise Blondel. Son neveu Louis-Mathias de Barral (1746-1816) ayant refusé de prêter le serment à la nouvelle constitution civile du clergé (1791), il émigre en Suisse le 22 décembre 1790 puis en Angleterre. Il démissionne le 5 octobre 1801.
- (95e) 1791-1793/1798 : Augustin Sibille, évêque constitutionnel

## XIXesiècle
- (96e) 1798-1801   : Jean-Baptiste Blampoix, évêque constitutionnel
- (97e) 1802-1802 : Marc-Antoine de Noé
- (98e) 1802-1807 : Louis-Apollinaire de la Tour du Pin-Montauban
- (99e) 1809-1825 : Étienne-Antoine de Boulogne
- (100e) 1825-1843 : Jacques-Louis-David de Seguin des Hons
- (101e) 1843-1848 : Jean Marie Mathias Debelay
- (102e) 1848-1860 : Pierre-Louis Cœur
- (103e) 1860-1875 : Jules Emmanuel Ravinet
- (104e) 1875-1898 : Pierre-Louis-Marie Cortet

## XXesiècle
- (105e) 1898-1907 : Gustave-Adolphe de Pélacot, transféré à Chambéry en 1907
- (106e) 1907-1927 : Laurent-M.-Ét. Monnier
- (107e) 1927-1932 : Maurice Feltin, transféré à Sens en 1932
- (108e) 1933-1938 : Joseph-Jean Heintz, transféré à Metz en 1938
- (109e) 1938-1943 : Joseph-Charles Lefèbvre, transféré à Bourges en 1943
- (110e) 1943-1967 : Julien Le Couëdic, retiré en 1967
- (111e) 1967-1992 : André Fauchet, retiré en 1992
- (112e) 1992-1998 : Gérard Daucourt, transféré à Orléans en 1998

## XXIesiècle

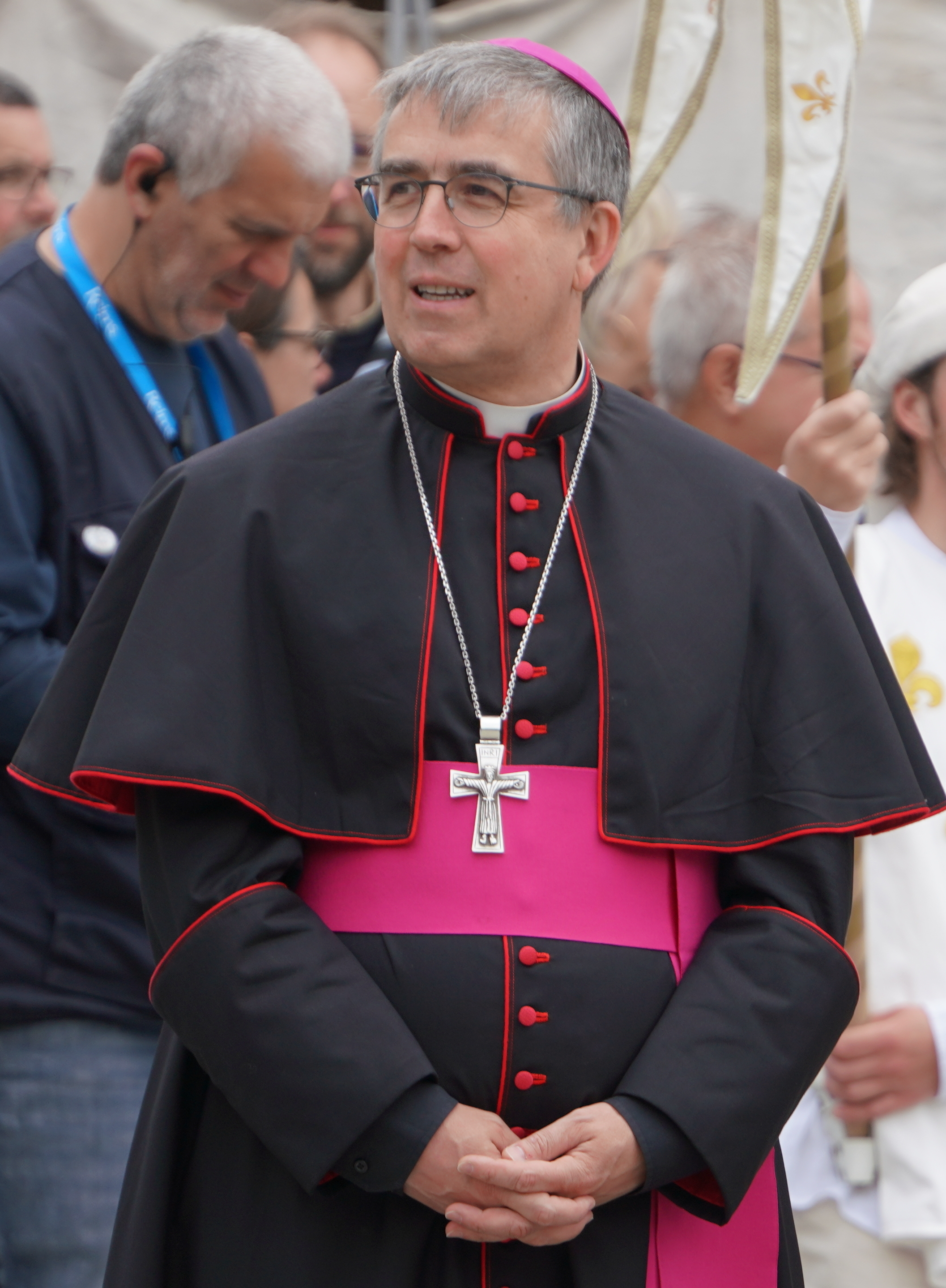
Alexandre Joly.

- (113e) 1999-2020 : Marc Stenger
- (114e) Depuis 2021 : Alexandre Joly